# ФК Фортуна Диселдорф
ФК Фортуна Диселдорф је немачки фудбалски клуб из Диселдорфа, који се тренутно такмичи у другој немачкој Бундеслиги. Фортуна је била једном шампион Немачке и 2 пута освајач Купа Немачке, а једанпут је играла и финале Купа победника купова.

## Успеси
- Првенство Немачке
  - Првак (1): 1933
  - Другопласирани (1): 1936
- Куп Немачке
  - Освајач (2): 1979, 1980
  - Финалиста (5): 1937, 1957, 1958, 1962, 1978
- Куп победника купова
  - Финалиста (1): 1978/79.

## Фортуна Диселдорф у европским такмичењима
| Сезона   | Такмичење           | Коло          | Земља           | Клуб                  | Резултат       |
| -------- | ------------------- | ------------- | --------------- | --------------------- | -------------- |
| 1973/74  | Куп УЕФА            | 1. коло       | Данска          | Нествед               | 1:0, 2:2       |
|          |                     | 2. коло       | Аустрија        | Адмира Вакер          | 1:2, 3:0       |
|          |                     | Осмина финала | Источна Немачка | Локомотива Лајпциг    | 2:1, 0:3       |
| 1974/75  | Куп УЕФА            | 1. коло       | Италија         | Торино                | 1:1, 3:1       |
|          |                     | 2. коло       | Мађарска        | Вашаш                 | 0:2, 3:0       |
|          |                     | Осмина финала | Холандија       | Амстердам             | 0:3, 1:2       |
| 1978/79. | Куп победнка купова | 1. коло       | Румунија        | Универзитатеа Крајова | 4:3 1:1        |
|          |                     | Осмина финала | Шкотска         | Абердин               | 3:0, 0:2       |
|          |                     | Четврфинала   | Швајцарска      | Сервет                | 0:0, 1:1 (пгг) |
|          |                     | Полуфинале    | Чехословачка    | Бањик Острава         | 3:1, 1:2       |
|          |                     | Финале        | Шпанија         | Барселона             | 3:4 п.п.       |
| 1979/80. | Куп победнка купова | 1. коло       | Шкотска         | Рејнџерс              | 1:2, 0:0       |
| 1980/81. | Куп победнка купова | 1. коло       | Аустрија        | Ред бул Салцбург      | 5:0, 3:0       |
|          |                     | Осмина финала | Белгија         | Ватершај Генк         | 0:0, 1:0       |
|          |                     | Четвртфинале  | Португалија     | Бенфика               | 2:2, 0:1       |

1. ↑  После продужетака